# Xantoxina
A xantoxina é um intermediário na biossíntese do hormônio vegetal ácido abscísico.